# Francesco Lojacono
Francesco Lojacono (Palermo, 1838 – Palermo, 28 de febrero de 1915) pintor italiano,  paisajista del siglo XIX.
Locajono se inició en la pintura con su padre Luigi. Coin dieciocho años, y una vez que había aprendido los rudimentos de su profesión, Locajono marchó a Nápoles, donde perfeccionó su estilo de la mano de los numerosos paisajistas que recalaban en la ciudad, y sobre todo gracias a su ingreso en la escuela de los hermanos Filippo y Giuseppe Palizzi. Posteriormente marchó a Florencia, donde conoció la escuela de los Macchiaioli. Allí entabló contacto con  Giuseppe Garibaldi formando parte de su célebre expedición de los Mil.
En 1870 expuso en  Viena y París La valle dell'Oreto, en 1874 sus cuadros fueron llevados a Burdeos. Fueron años de éxito internacional, lo que le permitió entablar amistad con grandes figuras como Gabriele D'Annunzio.
Gran parte de su obra se custodia en las salas del Museo Cívico de Agrigento.

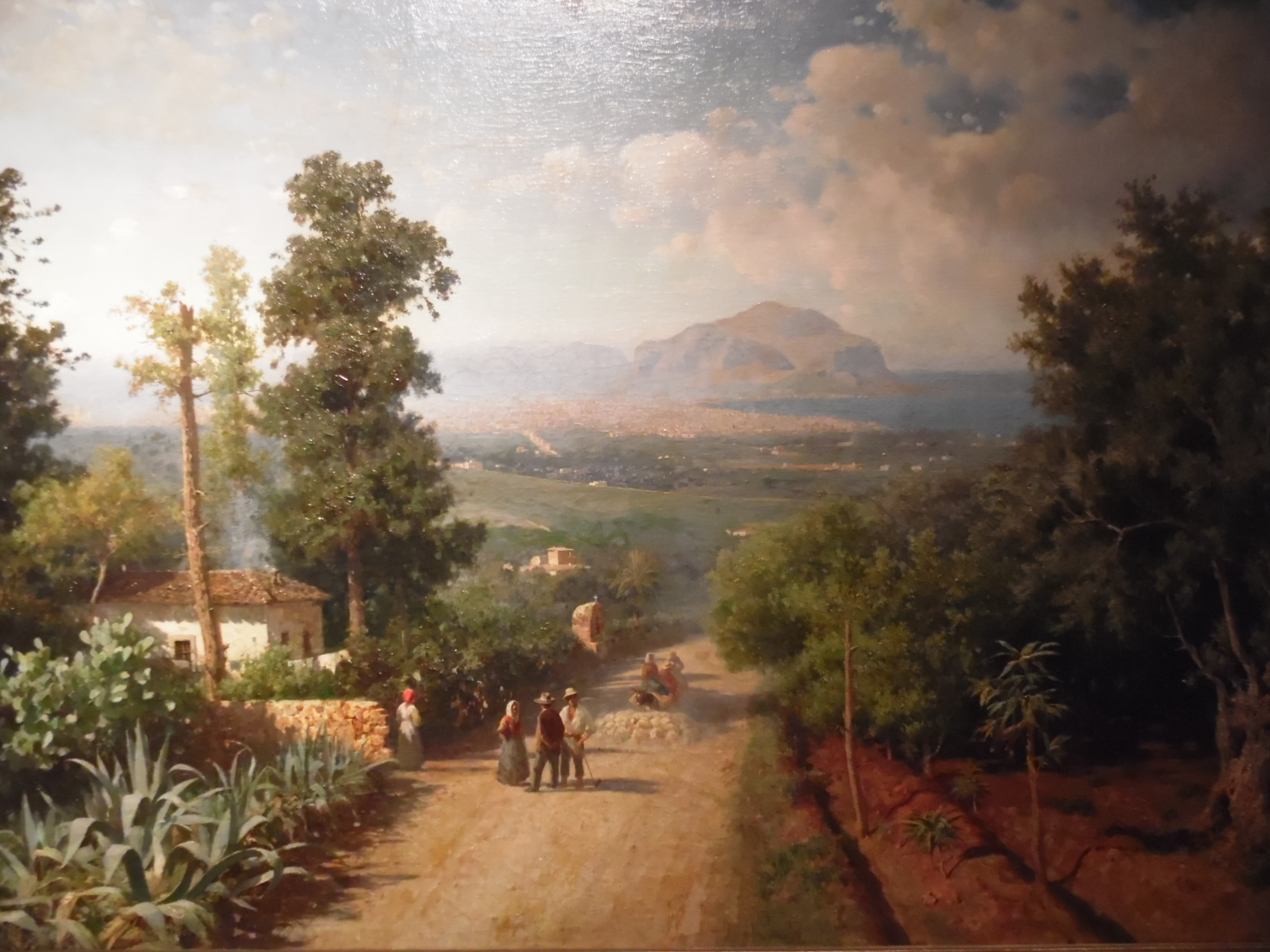
Francesco Lojacono: Veduta di Palermo (1875)